# 特奥多尔·莱辛

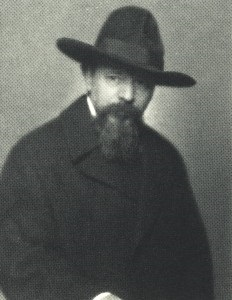
特奥多尔·莱辛

特奥多尔·莱辛（德語：Theodor Lessing，1872年2月8日—1933年8月31日），德国犹太人哲学家。

## 生平
1872年出生於德意志帝國漢諾瓦省的一個猶太家庭，大學先後在弗萊堡、波恩及慕尼黑攻讀醫學。1907年起在漢諾瓦大學擔任哲學講師。魏瑪共和國時期萊辛強力反對興登堡擔任德國總統，1933年時為了躲避納粹而搬遷到捷克斯洛伐克瑪麗恩巴德，同年8月在捷克遭納粹派人暗殺。